# Patagonium patencana
Patagonium patencana là một loài thực vật có hoa trong họ Đậu. Loài này được (Ulbr.) Rusby mô tả khoa học đầu tiên năm 1910.